# Dioses (película)
Dioses es una película peruana del director peruano Josué Méndez, coproducción de Perú, Argentina, Francia y Alemania. Se trata del segundo largometraje de Méndez (el primero fue Días de Santiago). Su estreno tuvo lugar el 8 de agosto de 2008 en el Festival de Lima.

## Sinopsis
A diferencia de Días de Santiago (protagonizada por un ex marino que intenta reintegrarse a la vida civil), los protagonistas de Dioses pertenecen a una familia de la élite limeña, compuesta por Agustín, un próspero empresario (Edgar Saba), y sus dos hijos adolescentes: Andrea (Anahí de Cárdenas), la hija mayor, y Diego (Sergio Gjurinovic). 
Agustín cuenta con una sólida posición, no solo a nivel económico, sino también a nivel social; de ahí que la relación que inicia con Elisa (Maricielo Effio), una mujer ajena a su círculo y mucho más joven que él, no cause ninguna mella en su posición. Por su parte, Diego tiene que lidiar con su incapacidad de encajar en los planes que su padre tiene para su futuro, a la vez que intenta controlar el deseo incestuoso que siente por su hermana. 
La mayor parte de la historia tiene lugar en una playa al sur de Lima, donde se encuentra la casa de verano de la familia. Al inicio aparecen ambos hermanos en una fiesta juvenil. Andrea pasa de los brazos de un hombre a otro, a pesar de los reclamos de Diego. A continuación, la acción se traslada a la casa de la familia, en donde tiene lugar otra fiesta, en la que Agustín presenta a Elisa a sus amigos. Cuando Diego aparece, solo causa la incomodidad de su padre que le reprocha por su tardanza y su forma de vestir. A pesar de que Agustín le prohíbe ir a la cocina, él se dirige ahí inmediatamente después. A diferencia de la relación con su padre, Diego se siente más a gusto junto a Nelly e Inés (Magaly Solier), las dos empleadas domésticas de la casa.  
Al día siguiente, tras un accidentado desayuno familiar (en el que Andrea confunde a Elisa con la "nueva empleada"), Diego viaja a Lima para reunirse con su padre en su fábrica. La actitud indecisa de su hijo, todavía inseguro de trabajar en la empresa, solo exaspera a Agustín, a quien incluso le enfada el modelo de coche que este elige como regalo: una camioneta Suzuki, "un carro de juguete", en lugar de una Ford F150, "exclusivo, en Perú único, elegante", que él ya ha elegido para Diego. Mientras tanto, Elisa se queda sola en la casa, donde empieza a enterarse, al hablar con una de las empleadas, del ritmo de vida que llevan ahí sus nuevas vecinas. Por su parte, Andrea, en su trabajo como modelo, se percata del cambio de su cuerpo.

## Festivales
En noviembre de 2006 fue presentado en el Festival de Berlín.
Tres días después de su estreno en Lima, Dioses fue exhibida en el Festival Internacional de Cine de Locarno. Al mes siguiente, se presentó en la sección Horizontes del Festival de San Sebastián.